# Миколаївський будівельний коледж
Миколаївський будівельний фаховий коледж Київського національного університету будівництва і архітектури (до 1990 року — Миколаївський будівельний технікум) — навчальний заклад II рівня акредитації.

## Історія
30 травня 1944 року Народний комісаріат будівництва, на основі розпорядження Ради Народних Комісарів СРСР № 11506-р від 27 травня 1944 року, видав наказ № 299, яким наказав відкрити у місті Миколаїв будівельний технікум і встановити склад приймання учнів на перший курс у розмірі 250 осіб. Технікум був підпорядкований Головному управлінню навчальних закладів Народного комісаріату будівництва СРСР.
Навесні 1944 року у час його створення, технікум був розташований на вулиці Рози Люксембург (нині — вулиця Нікольська), 58, у невеличкому двоповерховому будинку. Набір абітурієнтів був здійснений у три навчальні групи студентів на підготовчі курси. В першій половині дня учні навчалися, в другій — працювали: ремонтували приміщення технікуму. Навчальний рік почали з жовтня 1944 року у складі семи груп на базі 7—8 класів, двох груп на базі 9 класів і однієї на базі середньої освіти.
Навесні 1947 року технікум переселився у відбудований військовополоненими навчальний корпус за адресою вулиця 1-а Слобідська, 2, в якому знаходиться і сьогодні. Активну участь у відбудовчих роботах брали викладачі та студенти, що проходили тут виробничу практику. На першому та другому поверхах були обладнані навчальні кабінети, лабораторії, а на третьому — гуртожиток для учнів.
В подальші десятиліття технікум активно розвивався, розширюючи перелік дисциплін, що викладалися студентам, та удосконалюючи матеріально-технічну базу.
Миколаївський будівельний технікум реорганізовано в коледж на підставі спільного наказу Міністерства вищої освіти та Міністерства будівництва УРСР № 247/324 від 27 грудня 1990 року «Про перетворення Миколаївського будівельного технікуму в Миколаївський будівельний коледж».
Реорганізації технікуму в коледж передувала спільна робота з Одеським та Дніпропетровським інженерно-будівельними інститутами (на цей час Одеська та Придніпровська державні академії будівництва та архітектури) на виконання наказу Державного комітету СРСР з народної освіти № 879.
З травня 2006 року коледж став структурним підрозділом Київського національного університету будівництва й архітектури.
На сьогодні Миколаївський будівельний коледж Київського національного університету будівництва й архітектури — добре знаний навчальний заклад як в Україні, так і далеко за її межами. Для забезпечення студентів з інших міст житлом на період їхнього навчання, коледж має гуртожиток. У коледжі є спортивні зали, спортивні майданчики, буфети, їдальня, медпункт, актова зала та спеціалізована бібліотека з читальною залою та книгосховищем.
Навчальна практика проводиться в майстернях під керівництвом майстрів виробничого навчання. Усі студенти мають окремі робочі місця, забезпечені справним робочим обладнанням та інструментом, а також контрольно-вимірювальними інструментами, приладами та пристосуваннями.

## Будівля коледжу
Будівля, зведена для проживання матросів флоту Російської імперії в 1832—1838 роках за проєктом англійського архітектора Чарльза Акройда, 1862 року була передана Олександрівській чоловічій гімназії, що проіснувала з 1862 по1920 роки, та своєю чергою була реорганізована в народний університет, потім інститут, який проіснував до початку Другої світової війни.
Пам'ятка архітектури національного значення (охоронний № 534/2) та пам'ятка історії місцевого значення.
Споруда П-подібна в плані, триповерхова, складена з каменю черепашнику, не тинькована. Поле стін тамбуру оброблено рустом. Фасад фланковано ризалітами. У дорадянські часи при гімназії була облаштована домова церква, в якій на початку XX сторіччя сталася пожежа. У часи Другої світової війни, будівля згоріла. Під час відновлення в 1946 року по осі головного фасаду на постаменті встановлено шестиколонний портик доричного ордера, увінчаний трикутним фронтоном.
У 1994 році за ініціативи колективу технікуму, біля входу встановлено пам'ятник Гнату Шевченку, який із 1850 року служив тут матросом у 37-му флотському екіпажі. Погруддя є копією першого в Російській імперії пам'ятника нижньому чину, що встановили в серпні 1874 року біля головних воріт флотських казарм.

## Керівники
- Шубін Петро Іванович (1 червня 1944 — 22 лютого 1955);
- Мішутін Володимир Андрійович (22 лютого 1955 — 17 квітня 1956);
- Вареник Іван Георгійович (17 квітня 1956 — 1 вересня 1984);
- Нестерчук Валерій Андрійович (1 вересня 1984 — 14 березня 2013);
- Бондаренко Георгій Григорович (з 30 вересня 2013).

## Перелік спеціальностей
- 192 Будівництво та цивільна інженерія
- 191 Архітектура та містобудування
- 133 Галузеве машинобудування
- 121 Інженерія програмного забезпечення

## Цікаві факти
- Пам'ятник Гнату Шевченку є копією першого в Російській імперії пам'ятника нижньому чину в армії.
- За роки свого існування навчальний заклад випустив понад 40 000 спеціалістів, серед них програмісти, будівельники, механіки, електромеханіки, геодезисти і архітектори.
- Протягом 1970—1990-х років серед студентів було підготовлено 26 майстрів спорту, 42 кандидати в майстри спорту та 148 спортсменів першого розряду.

## Відомі випускники
- Завалко Олександр Іванович (1969—2015) — старший сержант Збройних сил України, учасник антитерористичної операції на сході України.
- Козій Артем Євгенович (2001—2020) — матрос Збройних сил України, учасник російсько-української війни.